# Lu (apellido)
Lu (Hanja: 鹿; pinyin: Lù) es un apellido chino. Se escribe también Luk según la pronunciación cantonesa. Lu 鹿 es un nombre relativamente infrecuente que no aparece en el texto clásico de la Dinastía Song Cien apellidos de familia.

## Origen
Según el texto Fengsu Tongyi del segundo siglo , Lu 鹿 originó de Ji 姬, el apellido real de la Dinastía Zhou. Después de que Zhou conquistó la Dinastía Shang en el siglo XI a. C., se enfeudó Kang Shu, hijo del Rey Wen de Zhou y hermano menor del Rey Wu de Zhou, en la región capital de Shang, establecer el estado de Wey. Un descendiente de Kang Shu se enfeudó al Wulu (五鹿, noreste del moderno Puyang, Henan), y esta rama de la casa real Wey adoptado Wulu como su apellido, más tarde acortado a Lu 鹿. Kang Shu generalmente es venerado como el antepasado fundador del apellido Lu 鹿.

## Adopción de Xianbei
Durante la dinastía Xianbei, el Emperador Xiaowen de Wei del Norte (reinó 467-499 d. C.) implementó una política drástica de sinicización, ordenar a su propio pueblo a adoptar apellidos chinos. El clan Aluhuan (阿鹿桓) de Xianbei había adoptado Lu 鹿 como su apellido.